# Procerocymbium buryaticum
Procerocymbium buryaticum är en spindelart som beskrevs av Yuri M. Marusik och Koponen 200. Procerocymbium buryaticum ingår i släktet Procerocymbium och familjen täckvävarspindlar. Inga underarter finns listade i Catalogue of Life.